# Komuna e Frakullës
Komuna e Frakullës är en kommun i Albanien.   Den ligger i prefekturen Qarku i Fierit, i den sydvästra delen av landet, 80 km söder om huvudstaden Tirana.
Trakten runt Komuna e Frakullës består till största delen av jordbruksmark.  Runt Komuna e Frakullës är det ganska tätbefolkat, med 129 invånare per kvadratkilometer.